# Spawanie plazmowe
Spawanie plazmowe (PAW z ang. plasma arc welding) – metoda spawania z wykorzystaniem ogniskowania łuku elektrycznego.
Do wytworzenia plazmy, czyli zjonizowanego gazu, wymagane jest nagrzanie go do dostatecznie wysokiej temperatury. Podobnie jak podczas spawania metodą TIG, łuk przy spawaniu plazmowym powstaje pomiędzy nietopliwą elektrodą wolframową a materiałem podstawowym. Temperatury występujące w łuku w metodzie TIG są rzędu 6000 °C, a kolumna łuku ma kształt stożka. Natomiast przy spawaniu plazmowym łuk jest ogniskowany dzięki specjalnie zaprojektowanej dyszy chłodzonej wodą. Zaletą takiego rozwiązania poza zawężeniem łuku jest wzrost jego temperatury do około 20 000 °C. Gaz ten wypływając z dyszy jako zjonizowany strumień o wysokiej temperaturze niesie bardzo dużą energię, która jest niezbędna do spawania „z oczkiem”. Taka technika spawania pozwala w jednym przejściu wykonać spoinę w materiale o grubości od 3 do 15 mm, z bardzo korzystnym zarysem wtopienia i minimalnym odkształceniem po spawaniu. Umożliwia także uzyskiwanie prędkości spawania o 40–80% większe niż przy metodzie TIG.
W procesie spawania plazmowego są wykorzystywane dwa osobne strumienie gazu: gaz plazmowy, który przepływa otaczając elektrodę wolframową i tworzy słup łuku plazmowego, oraz gaz osłonowy, który chroni jeziorko ciekłego metalu.
Stosowane są trzy odmiany metody PAW:
- spawanie mikroplazmowe (natężenie prądu spawania mieści się w przedziale od 0,1 A do 20 A)
- spawanie plazmowe (natężenie prądu spawania mieści się w przedziale od 20 A do 100 A)
- spawanie plazmowe z tzw. „oczkiem” (natężenie prądu spawania przekracza 100 A), w którym łuk plazmowy przenika przez całą grubość spawanego materiału

Metoda ta jest szeroko stosowana, gdy trzeba uzyskać złącza wysokiej jakości, np. w przemyśle lotniczym (także w konstrukcjach kosmicznych), przetwórczym, chemicznym i petrochemicznym.